# Steve Rogers (baloncestista)
Steven Maurice "Steve" Rogers (Montgomery, Alabama, 30 de julio de 1968) es un exjugador de baloncesto estadounidense cuya carrera transcurrió en equipos europeos, tras un año en la liga argentina. Con 1,96 metros de estatura, jugaba en la posición de escolta. Desde 2005 es entrenador asistente en los Alabama State Hornets.

## Trayectoria deportiva

### Universidad
Jugó una temporada en los Blue Raiders de la Universidad Middle Tennessee, de donde fue transferido a los Hornets de la Universidad Estatal de Alabama, donde jugó tres temporadas más, promediando en total 22,4 puntos, 5,5 rebotes y 3,3 asistencias por partido. Fue elegido debutante del año de la Southwestern Athletic Conference en 1990, e incluido en el segundo mejor quinteto de la conferencia ese año, y en el primero las dos temporadas posteriores.

### Profesional
Fue elegido en la cuadragésima posición del Draft de la NBA de 1992 por New Jersey Nets, pero no fue incluido en su plantilla, jugando una temporada en el Boca Juniors argentino, para posteriormente hacerlo en el Tofaş Spor Kulübü de la liga turca, donde jugó cinco temporadas, promediando en la 1997-98, la mejor de todas, 14,3 puntos y 5,0 rebotes por partido.
Fichó en 2000 por el Darüşşafaka S.K., donde permaneció una temporada, en la que promedió 17,9 puntos y 6,4 rebotes por partido. Jugó posteriormente en Francia, Polonia e Italia, donde disputó un único encuentro con el Mens Sana Siena, logrando 12 puntos y 3 asistencias.
Volvió a la liga turca en 2002, para disputar la que sería la última temporada como jugador en el Türk Telekom B.K., promediando 9,8 puntos y 4,3 rebotes.